# Protestantismus in den Vereinigten Arabischen Emiraten
Der Protestantismus in den Vereinigten Arabischen Emiraten ist eine Minderheitenreligion.
Zu den evangelischen Konfessionen im Land gehören die Christian Brethren und die 
Koptische Evangelische Kirche.
Evangelikale Gemeinden sind die Arab Evangelical Church of Dubai, die United Christian Church of Dubai und die Evangelical Alliance Church.
Die Regierungen der Emirate erlauben den Kirchen nicht, Kreuze an der Außenseite ihrer Räumlichkeiten zu zeigen oder Glockentürme zu errichten. 
Christliche Männer dürfen keine muslimischen Frauen heiraten. Es wird keine Konversion vom Islam gestattet. Nichtislamische Religionsführer berichten, dass Zollbehörden die Einfuhr religiöser Artikel wie Bibeln in das Land meist erlauben, sofern diese nicht auf Arabisch gedruckt sind.
Am 25. Dezember 2007 nahm der Berater für religiöse Angelegenheiten des Präsidenten al-Hashemi an Weihnachtsfeierlichkeiten der Anglikanischen Kirche teil.